# 감만버스
감만버스는 1995년 10월 부산광역시 남구 감만1동에 본사를 둔 마을버스 운송 업체이다. 교통이 불편한 감만1, 2동 전 지역과 대연4동의 일부 지역을 경유하는 노선을 맡는다.

## 역사
- 3월28일자로 노선이 연장된다.(롯데마트 - 남구청•보건소 - 못골사거리 - 못골역 - 못골시장)

## 차고지
- 부산광역시 남구 양지골로 37 (감만동) (본사)

## 운행 노선
- 남구6번 (유창그린APT - 못골시장)

## 보유 차량
- 현대자동차 - 현대 E-카운티, 현대 뉴 카운티